# Église San Pedro de la Nave
L'église San Pedro de la Nave est une église wisigothe située à 19 kilomètres à l’ouest de Zamora, en Castille-et-León (Espagne).

## Description
L'église San Pedro de la Nave se dresse au centre du hameau de El Campillo, dans la province de Zamora. Elle date des environs de 680 et est un monument remarquable de l'architecture wisigothe.
De 1930 à 1932, en raison de la construction du réservoir de Ricobayo sur la rivière Esla, l'église a fait l’objet d’un déplacement pierre par pierre jusqu'à son emplacement actuel, sous la supervision de l’architecte Alejandro Ferrant Vázquez (es).
À l'intérieur de l'église, la nef comporte une croisée que surmonte une lanterne. Les arcs légèrement outrepassés reposent sur quatre colonnes antiques remployées que surmontent des chapiteaux historiés.
La frise à mi-hauteur des parois répète des symboles chrétiens, comme la grappe et la colombe.

## Les chapiteaux de San Pedro de la Nave
À la fin du VIIe siècle, un courant didactique triomphe en Espagne wisigothe, exploitant les images et la figuration humaine pour l'enseignement de la synthèse chrétienne.
Deux rouelles solaires décorant en bas-relief le bloc qui reçoit l'arc outrepassé du porche sud. Le vieux thème préhistorique est christianisé par des croix de Malte et une grappe symbolisant la vigne.
Le juste Daniel jeté dans la fosse aux lions pour avoir enfreint l'interdiction de prier un autre que le roi Darius le Mède (Daniel, 6), sur un chapiteau au sud-ouest du court transept de San Pedro de la Nave, (v. 691), illustre cette victoire. Il signifie le triomphe du Christ sur les puissances du mal, peu avant que ne l'emporte à Constantinople, en 730, le mouvement iconoclaste opposé aux images.

## Protection
L'église fait l’objet d’un classement en Espagne au titre de bien d'intérêt culturel depuis le 22 avril 1912.

## Galerie

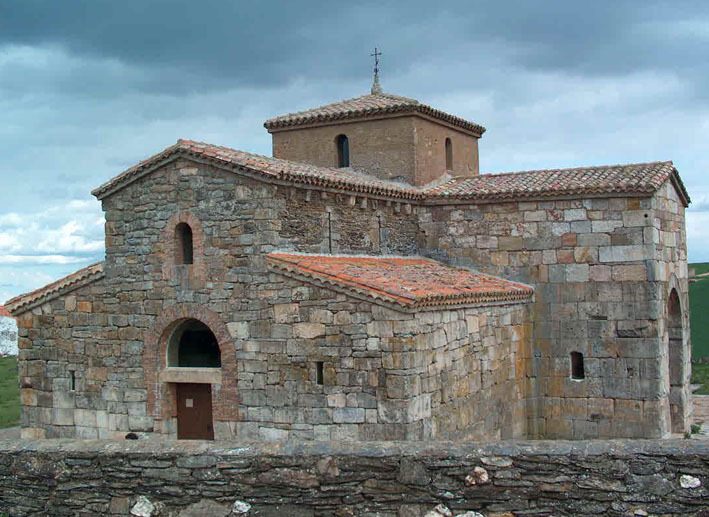
Vue occidentale
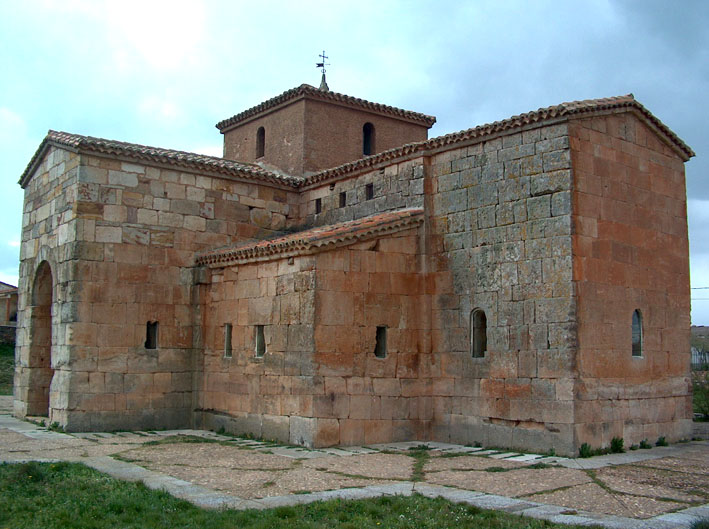
Vue de l’est
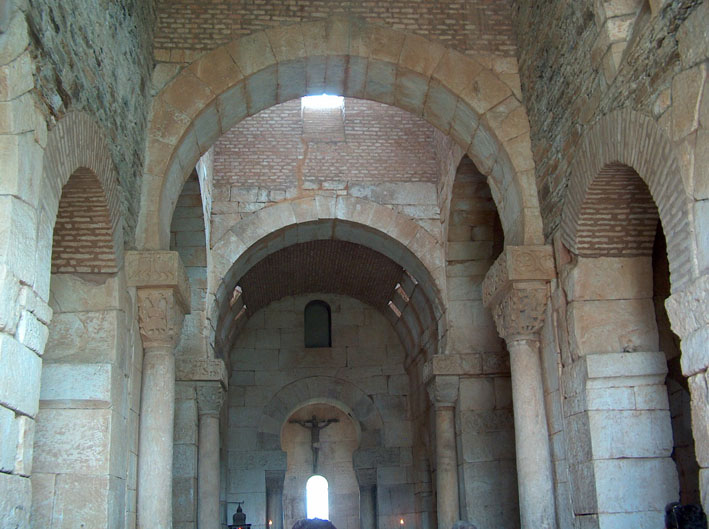
Nef
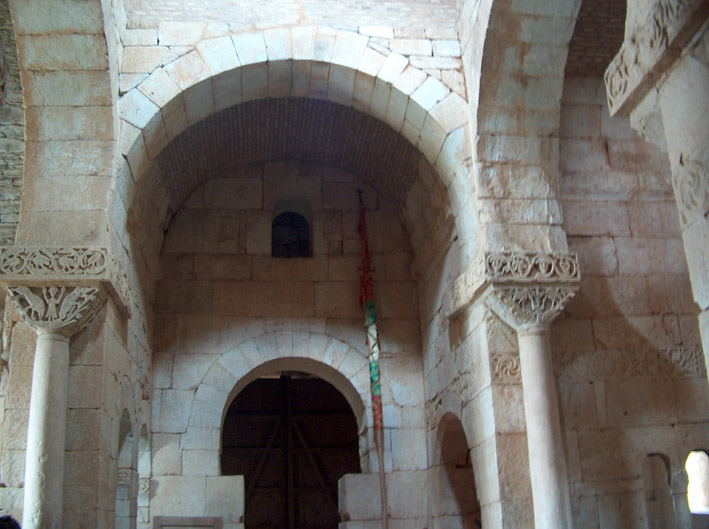
Transept nord
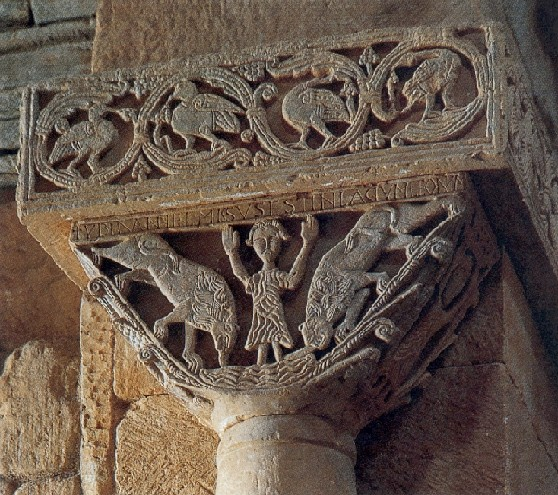
Le juste Daniel
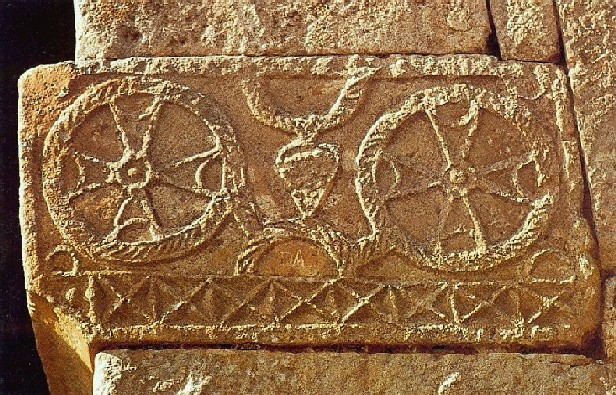
Imposte droit
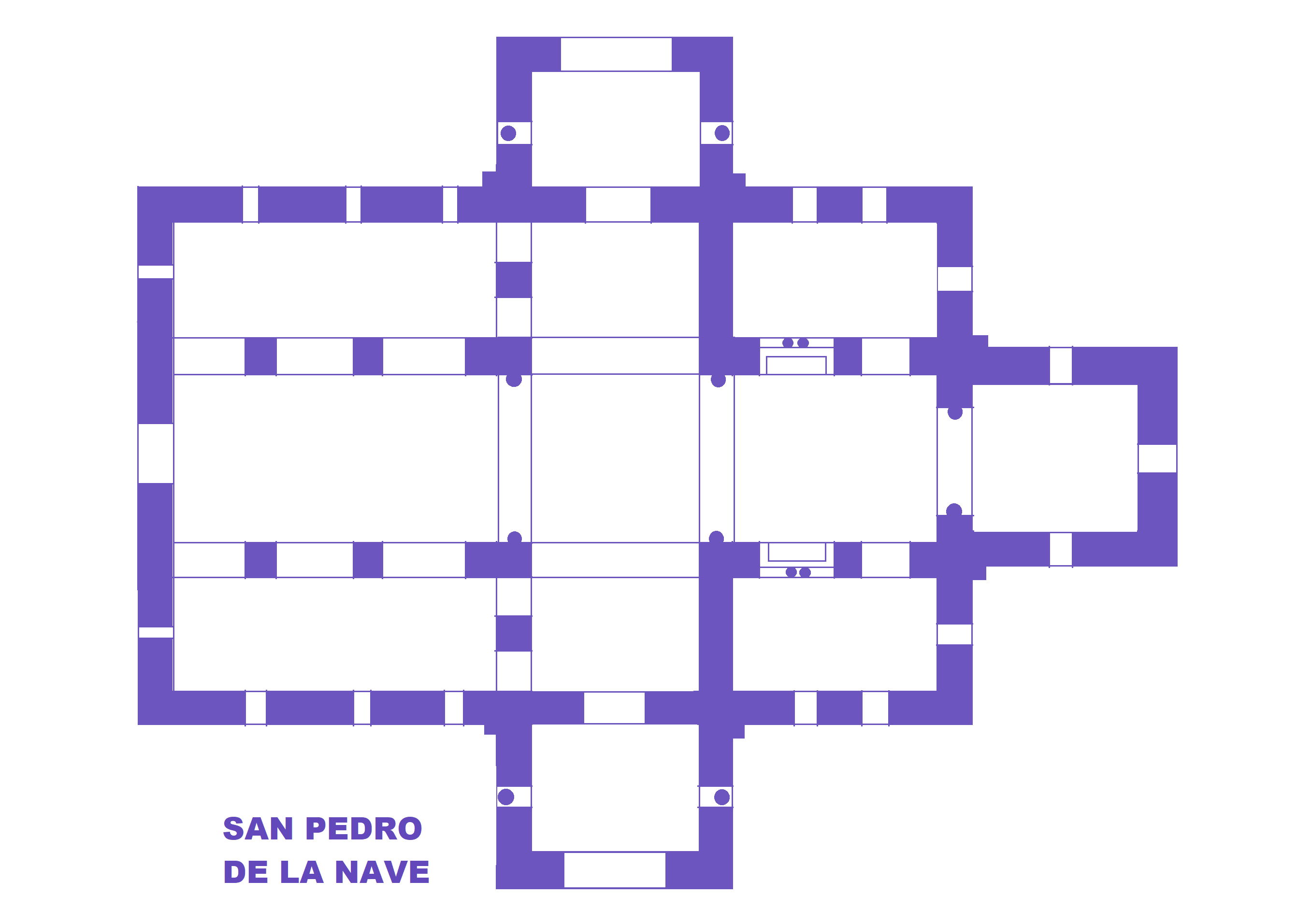
Plan au sol
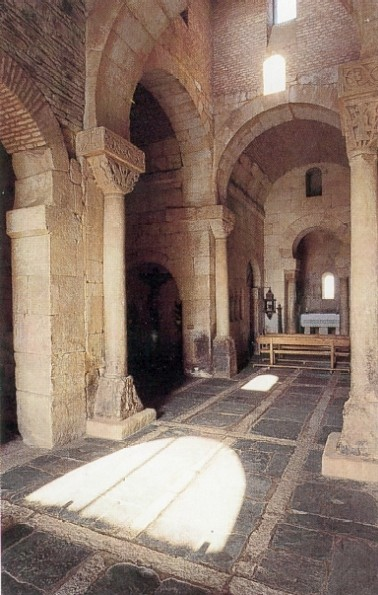
La nef